# Větrný mlýn (Hlavnice)
Větrný mlýn německého (sloupového) typu se nachází v obci Hlavnice okres Opava. Byl zapsán do Ústředního seznamu kulturních památek ČR.

## Historie
Za obcí Hlavnice stály dva větrné mlýny. První stál na samotě 136, jehož majitelem od roku 1929 byl Karel Gross. Dřevěný mlýn německého typu, o němž první písemná zmínka pocházela z roku 1879, mlel až do roku 1957. V roce 1960 po úderu bleskem vyhořel. U mlýna stála obytná budova, která je v majetku potomků mlynáře Grosse. 
Druhý mlýn, jehož majitelem od roku 1929 byl mlynář Raab, stál asi 500 metrů od Grossova mlýna. Mlýn byl postaven v roce 1810 v obci Sosnová a v roce 1840 přenesen do Hlavnic. Mlýn byl v činnosti do roku 1953. V rámci Benešových dekretů byl předán Vincenci Jaroni, který se mlýna vzdal v roce 1964, a mlýn převzal stát. V roce 1974 byla provedena kompletní rekonstrukce. Další rekonstrukce byla provedena v roce 1986. Od roku 1992 mlýn chátrá kvůli nevyjasněným majetkovým poměrům. 

## Popis
Dřevěný mlýn německého (sloupového, beraního) typu na téměř čtvercovém půdorysu byl osazen na dřevěný sloup, což umožňovalo otáčení. Při rekonstrukci v roce 1974 otáčení bylo znemožněno. Návětrná strana a sedlová střecha jsou kryty šindelem. Ostatní stěny jsou pobity prkny.  Na hlavním hřídeli byla dvě paleční kola o průměru 3,5 metrů s 84 jednoduchými palci a 3,3 metry s 102 dvojitými palci. Ve mlýně byla dvě složení. První mělo mlecí kameny o průměru 1,34 metry a výšce 22 (běhoun) a 18 centimetrů (spodek), v druhém byl běhoun o průměru 0,93 metry a výšce 29 centimetrů, spodní kámen o průměru jeden metr a výšce 25 centimetrů. Mlýn měl čtyři perutě, plocha křídel byla 16,7 m² a činná plocha jednoho křídla byla 10–12 m².
| půdorys [m] | výška [m] | průměr větrného kola [m] | zdroj       |
| ----------- | --------- | ------------------------ | ----------- |
| 5,7×6,2     | 11,4      | 15                       | [ 4 ] [ 5 ] |